# 1373 Синсинати
1373 Cincinnati је астероид са средњом удаљеношћу од Сунца која износи 3,416 астрономских јединица (АЈ).
Апсолутна магнитуда астероида је 11,2 а геометријски албедо 0,040.